# Nesokia bunnii
Nesokia bunnii là một loài động vật có vú trong họ Chuột, bộ Gặm nhấm. Loài này được Khajuria mô tả năm 1981.